# Paludi di Petteline

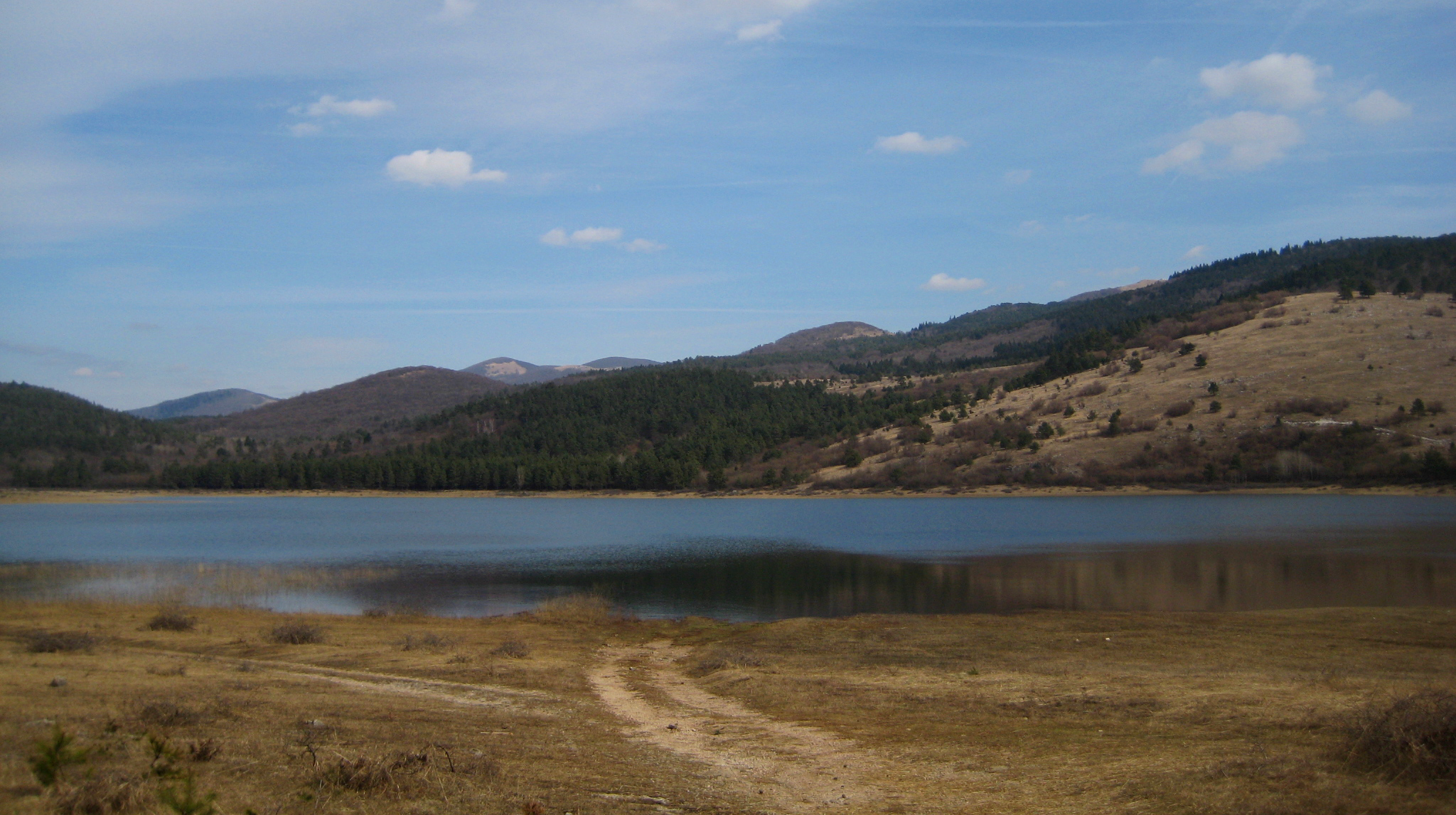
Paludi di Petteline

Le paludi di Petteline (in sloveno Petelinjsko jezero) sono dei laghi periodici carsici del corso superiore del fiume Piuca (Pivka) che coprono una superficie di 700000 m², e si trovano nell'insediamento di Villa Santandrea (Slovenska Vas), vicino a Petteline (Petelinje) [da cui prendono il nome], nel comune sloveno di San Pietro del Carso.
Come le vicini e più grandi paludi di Palci (Palško jezero), esse sono riempite d'acqua solo per una parte dell'anno, permettendo un precoce raccolto di fieno dalla distesa erbosa risultante a vantaggio delle popolazioni residenti.
L'acqua viene alla superficie presso le sorgenti sul lato sud, dando luogo a diversi specchi d'acqua detti Delci, Jezernice, Koti, Jeglenk, Njivce.
Fino alla metà del ventesimo secolo il lago venne utilizzato come fabbrica di ghiaccio nei mesi invernali. Il ghiaccio, isolato da paglia o foglie, dopo un viaggio di 2 giorni, in cui perdeva un terzo del suo peso, veniva venduto a Trieste.